# Sorbaria gilgitensis
Sorbaria gilgitensis är en rosväxtart som beskrevs av Iurij Dmitrievitch Zinserling. Sorbaria gilgitensis ingår i släktet rönnspireor, och familjen rosväxter. Inga underarter finns listade i Catalogue of Life.